# Umberto D.
Umberto D. är en italiensk neorealistisk film från 1952 i regi av Vittorio De Sica. I huvudrollerna ses Carlo Battisti, Maria Pia Casilio och Lina Gennari. Vid Oscarsgalan 1957 nominerades den till en Oscar för bästa berättelse. 